# Khalilou Fadiga
Khalilou Fadiga (ur. 30 grudnia 1974 roku w Dakarze) – piłkarz senegalski grający na pozycji pomocnika. Ten reprezentant Senegalu mógłby grać także w reprezentacji Francji i Belgii. Dobra technika i instynkt strzelecki czynią z Fadigi jednego z najlepszych ofensywnych pomocników Senegalu odkąd zaistniał na międzynarodowej arenie podczas Pucharu Narodów Afryki w 2000 roku.

## Kariera
W wieku sześciu lat wyemigrował z Senegalu do Francji, do Paryża i tam został objęty francuskim systemem szkolenia młodych piłkarzy. Rozpoczął swoją karierę we Francji z zespołem Les Enfants de la Goutte d' Or, zanim przeniósł się na wypożyczenie do Paris Saint Germain, gdzie pomimo wielkiego talentu nie powiodło mu się i postanowił przenieść się do Red Star 93, w którym również miejsca długo nie pogrzał. Postanowił kompletnie zmienić otoczenie i wybrał się do Belgii, gdzie znalazł angaż w zespole RFC Liège. W zespole tym rozegrał trzy sezony i przeszedł do Club Brugge, gdzie również nie zadomowił się na długo. Postanowił powrócić tam gdzie zaczynał - z przyjemnością drzwi otwarł przed nim zespół AJ Auxerre, gdzie rozsławił się na tyle że w 2004 roku zatrudnił go sam Inter Mediolan, tam jednak wykryto u niego wadę serca i pauzował przez rok, po czym został sprzedany do Boltonu Wanderers w którym nie odnalazł się i właśnie z zespołu Kłusaków został wypożyczony do Derby County. W 2007 roku grał w Coventry City, a w 2008 wrócił do Belgii. Przez pół roku był piłkarzem KAA Gent, a latem odszedł do Germinalu Beerschot. 23 grudnia 2008 roku rozwiązał kontrakt ze swoim zespołem.